# Zamia roezlii
Zamia roezlii Regel ex Linden, 1873 è una pianta appartenente alla famiglia delle Zamiaceae, diffusa in Colombia e Ecuador.

## Distribuzione e habitat
Zamia roezlii cresce in Ecuador (province di Esmeraldas e Imbabura) e in Colombia (province di Valle del Cauca e Nariño), da 0 a 200 m di altitudine. I suoi habitat sono le mangrovie e le foreste pluviali.

## Conservazione
La IUCN Red List classifica Z. roezlii come specie a rischio minimo (Least Concern).